# NGC 101
NGC 101 (ook wel PGC 1518, ESO 350-14, MCG -5-2-3 of IRAS00214-3248) is een balkspiraalstelsel in het sterrenbeeld Beeldhouwer. Het hemelobject ligt op ongeveer 151 miljoen lichtjaar afstand van de Aarde.
NGC 101 werd op 25 september 1834 ontdekt door de Britse astronoom John Herschel.